# Dentex gibbosus
Dentex gibbosus is een straalvinnige vissensoort uit de familie van de zeebrasems (Sparidae). De wetenschappelijke naam van de soort werd voor het eerst geldig gepubliceerd in 1810 door Constantine Samuel Rafinesque.